# Lijst van rijksmonumenten in Uddel
De plaats Uddel telt 13 inschrijvingen in het rijksmonumentenregister. Hieronder een overzicht.
| Object | Oorspronkelijke functie? | Bouwjaar                    | Architect | Locatie                | Coördinaten?                  | Nr.?   | Afbeelding        |
| --- | ------------------------ | --------------------------- | --------- | ---------------------- | ----------------------------- | ------ | ----------------- |
| Terrein waarin nederzettingssporen | Archeologisch monument   | Neolithicum                 |           |                        | 52° 14' 47" NB, 5° 45' 47" OL | 45159  | Upload foto       |
| Terrein waarin een grafheuvel | Archeologisch monument   | Neolithicum en/of Bronstijd |           |                        | 52° 14' 52" NB, 5° 46' 57" OL | 45160  | Upload foto       |
| Terrein waarin een grafheuvel | Archeologisch monument   | Neolithicum en/of Bronstijd |           |                        | 52° 15' 44" NB, 5° 48' 28" OL | 45161  | Upload foto       |
| Vrijstaande jachtopzienerswoning met voormalig bakhuisje en waterput | Boerderij                | ca. 1903                    |           | Heegderweg 56          | 52° 15' 37" NB, 5° 47' 28" OL | 514591 | Upload foto       |
| Hooge Duvel, jachtopzienerswoning met pomp | Dienstwoning             | 1901                        |           | De Hoge Duvel 2        | 52° 15' 58" NB, 5° 50' 1" OL  | 514592 | Meer afbeeldingen |
| Jachtopzienerswoning met schuren | Dienstwoning             | ca. 1905                    |           | 't Hof 33              | 52° 14' 53" NB, 5° 46' 23" OL | 514593 | Upload foto       |
| Klokkenstoel met klok van de Gereformeerde gemeente | Vanwege onderdelen kerk  | 1750 (klok)                 |           | Garderenseweg 29       | 52° 15' 20" NB, 5° 46' 49" OL | 8186   | Meer afbeeldingen |
| Boerderij. Woongedeelte en stal worden gedekt door een hoog wolfdak, met riet gedekt. Voorgevel met vlechtingen, kleine rode lichtopeningen en vensters met luiken en schuiframen. In de zijgevel een venster met middenstijl en luikjes             | Boerderij                | 1715 (jaartalankers)        |           | Garderenseweg 65       | 52° 15' 16" NB, 5° 46' 37" OL | 8187   | Meer afbeeldingen |
| Boerderij, bestaande uit een dwars woonhuis van zes vensterassen, gedekt door een pannen schilddak en hierachter een stal onder rieten wolfdak. Vensters met luiken, wisseldorpels en 24-ruitsramen. Twee schuren van gepotdekselde delen op het erf | Boerderij                | 18e eeuw                    |           | Jachthuisweg 1         | 52° 14' 50" NB, 5° 45' 31" OL | 8188   | Meer afbeeldingen |
| De Hunenschans | Open verdedigingswerk    | 8e eeuw                     |           |                        | 52° 14' 49" NB, 5° 45' 51" OL | 8189   | De Hunenschans    |
| Meerhoeve | Boerderij                | 1848-1900                   |           | Uddelermeerweg 242     | 52° 15' 14" NB, 5° 45' 17" OL | 523856 | Meerhoeve         |
| Meerhoeve | Boerderij                | 1848-1900                   |           | Uddelermeerweg 242     | 52° 15' 14" NB, 5° 45' 17" OL | 523857 | Upload foto       |
| Meerhoeve | Erfscheiding             | 1848-1900                   |           | Uddelermeerweg bij 242 | 52° 15' 14" NB, 5° 45' 16" OL | 523858 | Meerhoeve         |